# محمد براجة
محمد براجة (من مواليد 16 نوفمبر 1969تروا) هو لاعب كرة قدم محترف جزائري سابق الذي لعب كمدافع. وعلى الصعيد الدولي شاركالمنتخب الجزائري في كأس الأمم الأفريقية 2002.

## لاعبًا

### النوادي

#### شباب
ولد برادجا في تروا، وبدأ يلعب كرة القدم في نادي مسقط رأسه. بسبب عدم الاستقرار بعد إفلاس Troyes Aube Football، غادر في عام 1986 للانضمام إلى نادي فالينسيان كمتدرب.

#### تروا
بعد موسمين، فشل في الفوز بعقد احترافي، عاد براجة إلى تروا وإلى نادي تروا الذي أُنشئ حديثًا، على المستوى الإقليمي. ساعد النادي في تحقيق الصعود من الدوري الوطني الفرنسي الثاني إلى الدوري الفرنسي الدرجة الثانية في ست سنوات فقط. حصل على عقد احترافي مع النادي، وبعد ثلاث سنوات، حقق صعود النادي إلى الدوري الفرنسي الدرجة الأولى، لأول مرة منذ ما يقرب من 20 عامًا. رغم أنه لعب أقل خلال المواسم التالية، فقد احتفظ بمكانه في الفريق الأول. لعب مع تروا أيضًا كرة القدم الأوروبية، وفاز بكأس الاتحاد الأوروبي لكرة القدم إنترتوتو في عام 2001 بفوزه على نيوكاسل يونايتد. أنهى مسيرته في نهاية موسم 2002–03، وذلك عندما تذيل نادي تروا ترتيب الدوري الفرنسي وهبط إلى دوري الدرجة الثانية. كما قاد الفريق في عدة مناسبات.
كان يلقب بـ «مومو».

### دوليًا
مثل براجة منتخب الجزائر لكرة القدم على المستوى الدولي. لعب في مباراة انتهت بخسارة 4-1 ضد منتخب فرنسا لكرة القدم. في عام 2002، شارك في كأس الأمم الأفريقية . وفي المجموع، ظهر عشر مرات.

## التدريب
يعد واحد من أطول من خدم النادي، عُرض عليه عدة أدوار في الجهاز الفني بعد تقاعده. كان كشافًا للنادي، قبل أن يُعين مدربًا للفريق الأول أثناء إدارة لودوفيتش باتيلي .
شغل مرة أخرى منصب مساعد المدير بعد عودة جان مارك فورلان في عام 2010. في ديسمبر 2015، أصبح مديرًا مؤقتًا بعد إقالة فورلان.

## التشريفات
تروا
- كأس إنترتوتو : 2001 [6]

## روابط خارجية
- محمد براجة على موقع رابطة كرة القدم الفرنسية للمحترفين (الإنجليزية)
- محمد براجة على موقع قاعدة بيانات كرة القدم.إي يو (الإنجليزية)
- محمد براجة على موقع ليكيب (الفرنسية)
- محمد براجة على موقع ناشيونال فوتبول تيمز (الإنجليزية)
- محمد براجة على موقع عالم كرة القدم.نت (الإنجليزية)